# Leichtathletik-Weltmeisterschaften 2023/Teilnehmer (Indien)
| Goldmedaillen | Silbermedaillen | Bronzemedaillen |
| ------------- | --------------- | --------------- |
| 1             | —               | —               |

Der Leichtathletikverband von Indien nahm an den Leichtathletik-Weltmeisterschaften 2023 in Budapest teil. 28 Athletinnen und Athleten wurden vom indischen Verband nominiert.

## Ergebnisse

### Männer

#### Laufdisziplinen
| Athlet                                                            | Disziplin        | Vorlauf        | Vorlauf | Halbfinale | Halbfinale | Finale      | Finale |
| Athlet                                                            | Disziplin        | Zeit           | Platz   | Zeit       | Platz      | Zeit        | Platz  |
| ----------------------------------------------------------------- | ---------------- | -------------- | ------- | ---------- | ---------- | ----------- | ------ |
| Krishan Kumar                                                     | 800 m            | 1:50,36 min    | 53      | DNQ        | DNQ        | –           | –      |
| Ajay Kumar Saroj                                                  | 1500 m           | 3:38,24 min PB | 35      | DNQ        | DNQ        | –           | –      |
| Santhosh Kumar Tamilarasan                                        | 400 m Hürden     | 50,46 s        | 36      | DNQ        | DNQ        | –           | –      |
| Avinash Sable                                                     | 3000 m Hindernis | 8:22,24 min    | 14      |            |            | DNQ         | DNQ    |
| Akashdeep Singh                                                   | 20 km Gehen      |                |         |            |            | 1:31:12 h   | 47     |
| Vikash Singh                                                      | 20 km Gehen      |                |         |            |            | 1:21:58 h   | 27     |
| Paramjeet Singh Bisht                                             | 20 km Gehen      |                |         |            |            | 1:24:02 h   | 35     |
| Ram Baboo                                                         | 35 km Gehen      |                |         |            |            | 2:39:07 h   | 27     |
| Dawid Tomala                                                      |                  |                |         |            | DNF        | DNF         |        |
| Muhammed Anas Amoj Jacob Rajesh Ramesh Muhammed Ajmal Variyathodi | 4 × 400 m        | 2:59,05 min AR | 2       |            |            | 2:59,92 min | 5      |

#### Sprung/Wurf
| Athlet               | Disziplin  | Qualifikation | Qualifikation | Finale     | Finale |
| Athlet               | Disziplin  | Weite/Höhe    | Platz         | Weite/Höhe | Platz  |
| -------------------- | ---------- | ------------- | ------------- | ---------- | ------ |
| Sarvesh Anil Kushare | Hochsprung | 2,22 m        | 20            | DNQ        | DNQ    |
| Murali Sreeshankar   | Weitsprung | 7,74 m        | 22            | DNQ        | DNQ    |
| Jeswin Aldrin        | Weitsprung | 8,00 m        | 12            | 7,77 m     | 11     |
| Praveen Chithravel   | Dreisprung | 16,38 m       | 20            | DNQ        | DNQ    |
| Abdulla Aboobacker   | Dreisprung | 16,61 m       | 15            | DNQ        | DNQ    |
| Eldhose Paul         | Dreisprung | 15,59 m       | 29            | DNQ        | DNQ    |
| Neeraj Chopra        | Speerwurf  | 88,77 mSB     | 1             | 88,17 m    | 1      |
| D. P. Manu           | Speerwurf  | 81,31 m       | 6             | 84,11 m    | 6      |
| Kishore Jena         | Speerwurf  | 80,55 m       | 9             | 84,77 m PB | 5      |

### Frauen

#### Laufdisziplinen
| Athletin        | Disziplin        | Vorlauf        | Vorlauf | Halbfinale | Halbfinale | Finale         | Finale |
| Athletin        | Disziplin        | Zeit           | Platz   | Zeit       | Platz      | Zeit           | Platz  |
| --------------- | ---------------- | -------------- | ------- | ---------- | ---------- | -------------- | ------ |
| Jyothi Yarraji  | 100 m Hürden     | 13,05 s        | 29      | DNQ        | DNQ        | –              | –      |
| Parul Chaudhary | 3000 m Hindernis | 9:24,29 min PB | 15      |            |            | 9:15,31 min NR | 10     |
| Bhawna Jat      | 20 km Gehen      |                |         |            |            | DNS            | DNS    |

#### Sprung/Wurf
| Athletin     | Disziplin  | Qualifikation | Qualifikation | Finale     | Finale |
| Athletin     | Disziplin  | Weite/Höhe    | Platz         | Weite/Höhe | Platz  |
| ------------ | ---------- | ------------- | ------------- | ---------- | ------ |
| Shaili Singh | Weitsprung | 6,40 m        | 24            | DNQ        | DNQ    |
| Annu Rani    | Speerwurf  | 57,05 m       | 19            | DNQ        | DNQ    |